# Supercopa Ibérica masculina de Balonmano
Die Supercopa Ibérica (spanisch) bzw. Supertaça Ibérica (portugiesisch); deutsch etwa: Iberischer Supercup, ist ein Wettbewerb im Handball der Männer auf der iberischen Halbinsel. Die Verbände Real Federación Española de Balonmano (RFEBM) aus Spanien und Federação de Andebol de Portugal (FAP) aus Portugal veranstalten den Wettbewerb. Der Supercup wird zwischen den beiden besten Teams Portugals und Spaniens in Meisterschaft und Pokal der jeweiligen Vorsaison ausgespielt.
Die Veranstaltung wurde erstmals im Jahr 2022 ausgetragen. In Spanien ersetzte sie die Supercopa de España. Der FC Barcelona gewann die Turniere 2022, 2023 und 2024.
| Nr. | Jahr | Ort              | 1. Platz     | 2. Platz          | 3. Platz              | 4. Platz               |
| --- | ---- | ---------------- | ------------ | ----------------- | --------------------- | ---------------------- |
| 01  | 2022 | Málaga           | FC Barcelona | FC Porto          | Fraikin BM Granollers | Sporting Lissabon      |
| 02  | 2023 | Viana do Castelo | FC Barcelona | FC Porto          | Sporting Lissabon     | BM Logroño La Rioja    |
| 03  | 2024 | Torrelavega      | FC Barcelona | Sporting Lissabon | FC Porto              | Bathco BM. Torrelavega |